# Hancock County (Maine)
Hancock County ist ein County im Bundesstaat Maine der Vereinigten Staaten. Der Sitz der Countyverwaltung, die Shire Town des Countys befindet sich in Ellsworth. Benannt ist das County nach John Hancock.

## Geographie
Nach Angaben der US-Volkszählungsbehörde hat das County eine Gesamtfläche von 6089 Quadratkilometern. Davon sind 1977 Quadratkilometer, entsprechend 32,47 Prozent, Wasserflächen. Das County grenzt im Uhrzeigersinn an die Countys: Penobscot County, Washington County und Waldo County.
Teile der Felsküste des County sind seit 1916 durch den Acadia National Park (ursprünglich Sieur de Monts National Monument, später Lafayette National Park benannt) touristisch erschlossen.

## Geschichte
Zwei Stätten des Countys haben aufgrund ihrer geschichtlichen Bedeutung den Status einer National Historic Landmark, das Daniel Coit Gilman Summer House und der Pentagoet Archeological District. Insgesamt sind 125 Bauwerke und Stätten des Countys im National Register of Historic Places eingetragen (Stand 11. November 2017).

## Demografische Daten

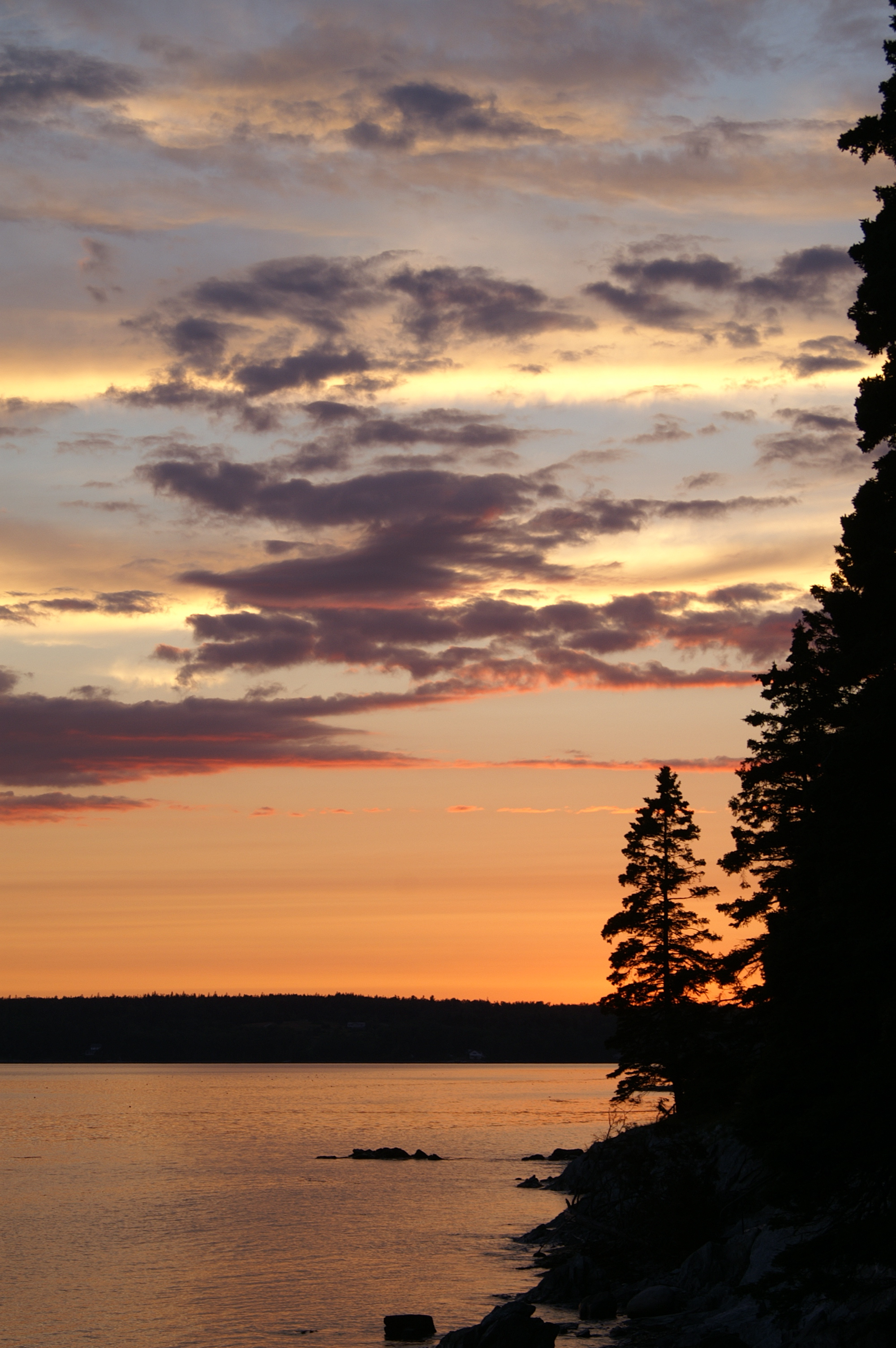
Sonnenuntergang am Strand von Hancock Point

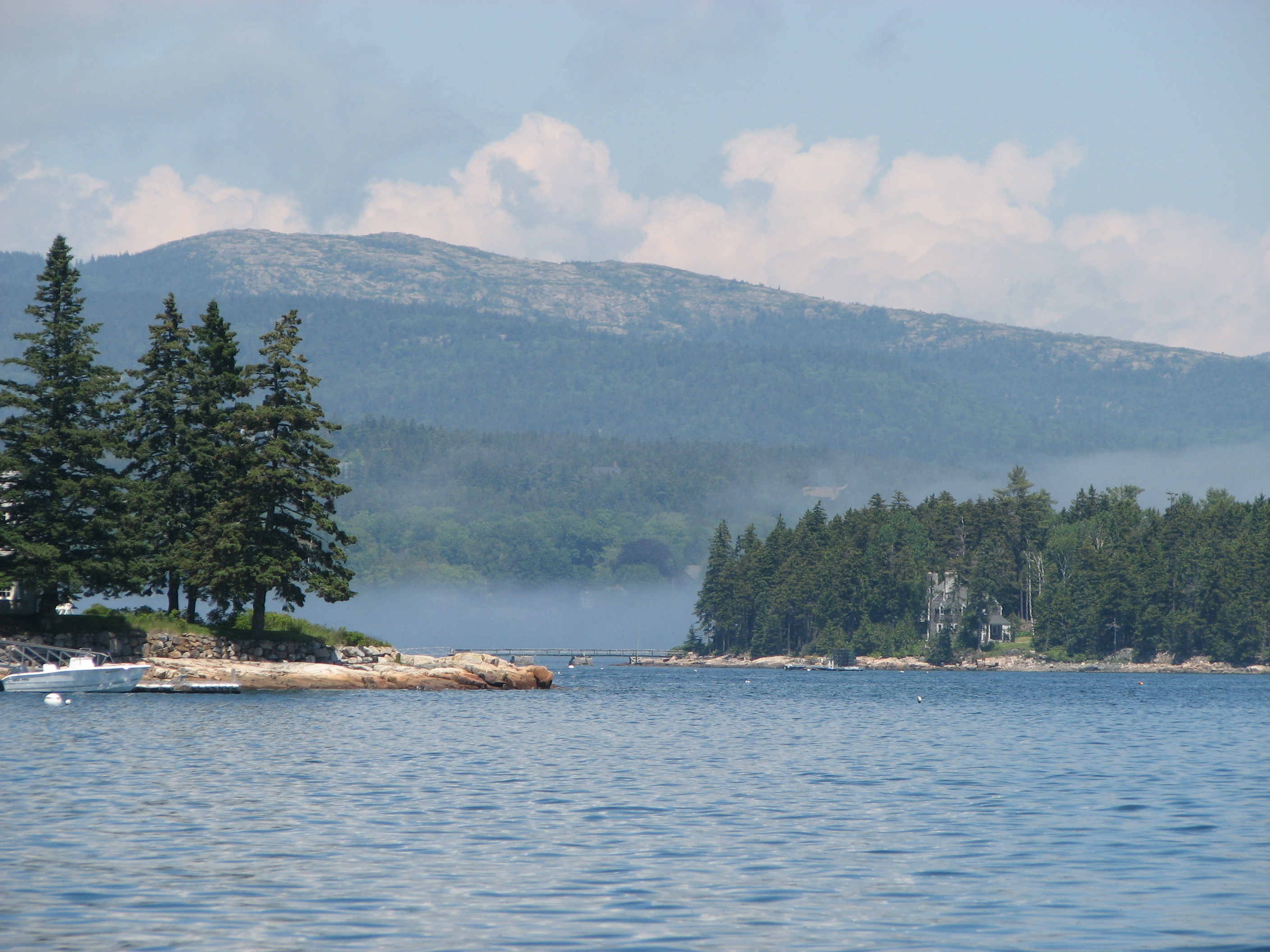
Der Strand von Mount Desert Island

Nach der Volkszählung im Jahr 2000 lebten im County 51.791 Menschen. Es gab 21.864 Haushalte und 14.233 Familien. Die Bevölkerungsdichte betrug 13 Einwohner pro Quadratkilometer. Ethnisch betrachtet setzte sich die Bevölkerung zusammen aus 97,61 % Weißen, 0,25 % Afroamerikanern, 0,37 % amerikanischen Ureinwohnern, 0,38 % Asiaten, 0,03 % Bewohnern aus dem pazifischen Inselraum und 0,20 % aus anderen ethnischen Gruppen; 1,15 % stammten von zwei oder mehr ethnischen Gruppen ab. 0,65 % der Bevölkerung waren spanischer oder lateinamerikanischer Abstammung.
Von den 21.864 Haushalten hatten 28,20 % Kinder und Jugendliche unter 18 Jahre, die bei ihnen lebten. 53,50 % waren verheiratete, zusammenlebende Paare, 8,10 % waren allein erziehende Mütter. 34,90 % waren keine Familien. 27,90 % waren Singlehaushalte und in 11,60 % lebten Menschen im Alter von 65 Jahren oder darüber. Die Durchschnittshaushaltsgröße betrug 2,31 und die durchschnittliche Familiengröße lag bei 2,81 Personen.
Auf das gesamte County bezogen setzte sich die Bevölkerung zusammen aus 22,30 % Einwohnern unter 18 Jahren, 7,40 % zwischen 18 und 24 Jahren, 27,50 % zwischen 25 und 44 Jahren, 26,80 % zwischen 45 und 64 Jahren und 16,00 % waren 65 Jahre alt oder darüber. Das Durchschnittsalter betrug 41 Jahre. Auf 100 weibliche Personen kamen 95,70 männliche Personen, auf 100 Frauen im Alter ab 18 Jahren kamen statistisch 92,10 Männer.

Das jährliche Durchschnittseinkommen eines Haushalts betrug 35.811 USD, das Durchschnittseinkommen der Familien betrug 43.216 USD. Männer hatten ein Durchschnittseinkommen von 30.461 USD, Frauen 22.647 USD. Das Prokopfeinkommen betrug 19.809 USD. 10,20 % der Bevölkerung und 7,00 % der Familien lebten unterhalb der Armutsgrenze. 11,90 % davon waren unter 18 Jahre und 9,50 % waren 65 Jahre oder älter.

## Städte und Gemeinden
Hancock County gliedert sich in 36 towns und eine city, die meistenteils selbstverwaltet sind. Zusätzlich existieren vier wenig besiedelte Bereiche (unorganized territories), die keinerlei staatlicher Verwaltung unterliegen. Sie sind im Folgenden in einer gesonderten Tabelle aufgeführt.
| Ortschaft        | Status | Einwohner (2020) | Gesamte Fläche [km²] | Landfläche [km²] | Bevölkerungsdichte [Einwohner / km²] | Gründung      | Besonderheit           |
| ---------------- | ------ | ---------------- | -------------------- | ---------------- | ------------------------------------ | ------------- | ---------------------- |
| Amherst          | town   | 248              | 102,6                | 101,8            | 2,4                                  | 5. Feb. 1831  |                        |
| Aurora           | town   | 93               | 101,7                | 97,5             | 1,0                                  | 1. Feb. 1831  |                        |
| Bar Harbor       | town   | 5.089            | 163,5                | 109,4            | 46,5                                 | 23. Feb. 1769 |                        |
| Blue Hill        | town   | 2.792            | 224,2                | 161,8            | 17,2                                 | 2. Feb. 1789  |                        |
| Brooklin         | town   | 827              | 108,7                | 46,4             | 17,8                                 | 9. Juni 1849  |                        |
| Brooksville      | town   | 935              | 132,3                | 80,6             | 11,6                                 | 13. Juni 1817 |                        |
| Bucksport        | town   | 4.944            | 146,4                | 133,5            | 37,0                                 | 27. Juni 1792 |                        |
| Castine          | town   | 1.320            | 51,8                 | 20,2             | 65,3                                 | 1796          |                        |
| Cranberry Isles  | town   | 160              | 118,0                | 8,21             | 19,5                                 | 16. März 1830 |                        |
| Dedham           | town   | 1.648            | 114,9                | 101,9            | 16,2                                 | 2. Juli 1827  |                        |
| Deer Isle        | town   | 2.194            | 320,3                | 77,0             | 28,5                                 | 2. Feb. 1789  |                        |
| Eastbrook        | town   | 424              | 97,5                 | 86,4             | 6,2                                  | 8. Feb. 1873  |                        |
| Ellsworth        | city   | 8.399            | 243,3                | 205,3            | 40,9                                 | 26. Feb. 1800 | Shire Town des Countys |
| Franklin         | town   | 1.567            | 107,3                | 94,4             | 16,6                                 | 24. Jan. 1825 |                        |
| Frenchboro       | town   | 29               | 229,0                | 12,5             | 2,3                                  | 1979          |                        |
| Gouldsboro       | town   | 1.703            | 256,4                | 119,6            | 14,2                                 | 16. Feb. 1789 |                        |
| Great Pond       | town   | 61               | 103,3                | 97,8             | 0,6                                  | 1. Apr. 1981  |                        |
| Hancock          | town   | 2.466            | 100,7                | 77,8             | 31,9                                 | 21. Feb. 1828 |                        |
| Lamoine          | town   | 1.720            | 64,9                 | 46,9             | 37,3                                 | 11. Feb. 1870 |                        |
| Mariaville       | town   | 472              | 121,3                | 100,2            | 3,9                                  | 28. Feb. 1836 |                        |
| Mount Desert     | town   | 2.146            | 142,1                | 95,5             | 22,5                                 | 17. Feb. 1789 |                        |
| Orland           | town   | 2.221            | 136,9                | 121,8            | 18,2                                 | 21. Feb. 1800 |                        |
| Osborn           | town   | 65               | 98,5                 | 91,2             | 0,7                                  | 11. Feb. 1876 |                        |
| Otis             | town   | 673              | 74,0                 | 64,2             | 10,5                                 | 19. März 1835 |                        |
| Penobscot        | town   | 1.136            | 120,6                | 103,3            | 11,0                                 | 23. Feb. 1787 |                        |
| Sedgwick         | town   | 1.202            | 80,5                 | 69,9             | 17,2                                 | 14. Jan. 1789 |                        |
| Sorrento         | town   | 279              | 36,6                 | 10,3             | 27,0                                 | 3. März 1895  |                        |
| Southwest Harbor | town   | 1.756            | 58,8                 | 35,0             | 50,2                                 | 21. Feb. 1905 |                        |
| Stonington       | town   | 1.056            | 98,0                 | 25,4             | 41,6                                 | 18. Feb. 1897 |                        |
| Sullivan         | town   | 1.219            | 76,7                 | 69,1             | 17,7                                 | 16. Feb. 1789 |                        |
| Surry            | town   | 1.632            | 132,4                | 95,8             | 17,0                                 | 21. Juni 1803 |                        |
| Swans Island     | town   | 355              | 209,3                | 32,2             | 11,0                                 | 26. März 1897 |                        |
| Tremont          | town   | 1.544            | 135,6                | 43,6             | 35,4                                 | 3. Juni 1848  |                        |
| Trenton          | town   | 1.584            | 73,5                 | 47,1             | 33,6                                 | 16. Feb. 1789 |                        |
| Verona Island    | town   | 507              | 22,7                 | 16,2             | 31,3                                 | 18. Feb. 1861 |                        |
| Waltham          | town   | 332              | 85,2                 | 76,9             | 4,3                                  | 29. Jan. 1833 |                        |
| Winter Harbor    | town   | 461              | 179,0                | 37,2             | 12,4                                 | 21. Feb. 1895 |                        |

| Ortschaft         | Status      | Einwohner (2010) | Gesamte Fläche [km²] | Landfläche [km²] | Bevölkerungsdichte [Einwohner / km²] | Gründung | Besonderheit |
| ----------------- | ----------- | ---------------- | -------------------- | ---------------- | ------------------------------------ | -------- | ------------ |
| Central Hancock   | unorganized | 117              | 41,6                 | 39,5             | 3,0                                  |          |              |
| East Hancock      | unorganized | 94               | 1.244,8              | 1.147,8          | 0,1                                  |          |              |
| Marshall Island   | unorganized | 0                | 14,1                 | 4,1              | 0,0                                  |          |              |
| Northwest Hancock | unorganized | 2                | 106,1                | 105,9            | 0,0                                  |          |              |

| - Bass Harbor - Bernard - Corea | - Hulls Cove - Islesford - Manset | - Minturn - Northeast Harbor - Prospect Harbor | - Salisbury Cove - Seal Cove - Seal Harbor |

Census-designated places:
- Bar Harbor (CDP) (2552)
- Blue Hill (CDP) (943)
- Bucksport (CDP) (2885)
- Castine (CDP) (1029)
- Southwest Harbor (CDP) (720)
- Winter Harbor (CDP) (426)